# Liste der Einträge in das National Register of Historic Places im Santa Fe County
Diese Liste der Einträge im National Register of Historic Places im Santa Fe County enthält alle im Santa Fe County, New Mexico in das National Register of Historic Places eingetragenen Gebäude, Bauwerke, Objekte, Stätten oder historischen Distrikte.
Diese Liste entspricht dem Bearbeitungsstand des National Park Service/National Register of Historic Places vom 18. Oktober 2024.

## Legende
| NRHP | Historic Place                      |
| NHL  | National Historic Landmark          |
| NHLD | National Historic Landmark District |
| HD   | National Historic District          |

## Aktuelle Einträge
| [ 2 ] | Name                                                                      | Bild                                                                 | Eintragsdatum                                    | Lage | Ort                  | Beschreibung |
| ----- | ------------------------------------------------------------------------- | -------------------------------------------------------------------- | ------------------------------------------------ | --- | -------------------- | ------------ |
| 1     | Acequia System of El Rancho de las Golondrinas                            | weitere Bilder                                                       | 1. Feb. 1980 ID-Nr. 80002572                     | südöstlich von Santa Fe 35° 34′ 28″ N, 106° 6′ 33″ W                                                                                     | Santa Fe             |              |
| 2     | Agua Fria Schoolhouse Site                                                |                                                                      | 13. Juni 2019 ID-Nr. 100004033                   | Adresse nicht veröffentlicht | Santa Fe, Vorort     |              |
| 3     | Ricardo Alarid House                                                      |                                                                      | 30. Aug. 1984 ID-Nr. 84003054                    | 534 Alarid St. 35° 40′ 56″ N, 105° 57′ 7″ W                                                                                              | Santa Fe             |              |
| 4     | Allison Dormitory                                                         | Allison Dormitory                                                    | 29. Nov. 1984 ID-Nr. 84000431                    | 433 Paseo de Peralta 35° 41′ 34″ N, 105° 56′ 11″ W                                                                                       | Santa Fe             |              |
| 5     | Apache Canyon Railroad Bridge                                             | Apache Canyon Railroad Bridge                                        | 27. Apr. 1979 ID-Nr. 79001553                    | nordöstlich von Lamy über den Galisteo Creek 35° 30′ 49″ N, 105° 51′ 17″ W                                                               | Lamy                 |              |
| 6     | Archbishop Lamy’s Chapel                                                  | Archbishop Lamy’s Chapel                                             | 19. Aug. 1988 ID-Nr. 88000897                    | Bishop’s Lodge Rd. 35° 43′ 50″ N, 105° 54′ 32″ W                                                                                         | Santa Fe             |              |
| 7     | Arroyo Hondo Pueblo                                                       |                                                                      | 13. Sep. 2007 ID-Nr. 07000950                    | Adresse nicht veröffentlicht | Santa Fe             |              |
| 8     | Bandelier National Monument                                               | weitere Bilder                                                       | 15. Okt. 1966 ID-Nr. 14001017 66000042, 14001017 | südlich von Los Alamos an der New Mexico State Road 4 35° 46′ 32″ N, 106° 19′ 5,9″ W                                                     | Los Alamos           |              |
| 9     | Barrio de Analco Historic District                                        | weitere Bilder                                                       | 24. Nov. 1968 ID-Nr. 68000032                    | zwischen der E. De Vargas und College Street 35° 41′ 0″ N, 105° 56′ 11″ W                                                                | Santa Fe             |              |
| 10    | Jane and Gustave Baumann House and Studio                                 | Jane and Gustave Baumann House and Studio                            | 10. Okt. 2012 ID-Nr. 12000875                    | 409 Camino de Las Animas 35° 40′ 39″ N, 105° 56′ 12,9″ W                                                                                 | Santa Fe             |              |
| 11    | Alfred M. Bergere House                                                   | weitere Bilder                                                       | 1. Okt. 1975 ID-Nr. 75001166                     | 135 Grant Ave. 35° 41′ 21″ N, 105° 56′ 21,8″ W                                                                                           | Santa Fe             |              |
| 12    | Jean Bouquet Historic/Archeological District                              |                                                                      | 5. Jan. 1983 ID-Nr. 83001628                     | Adresse nicht veröffentlicht | Pojoaque             |              |
| 13    | Camino del Monte Sol Historic District                                    | weitere Bilder                                                       | 11. Juli 1988 ID-Nr. 88000440                    | zwischen der Acequia Madre, Camino del Monte Sol, El Caminito und Garcia Street 35° 40′ 41″ N, 105° 55′ 45,8″ W                          | Santa Fe             |              |
| 14    | Camino Real-Alamitos Section                                              |                                                                      | 8. Apr. 2011 ID-Nr. 11000169                     | Adresse nicht veröffentlicht | Santa Fe             |              |
| 15    | Camino Real-Canon de las Bocas Section                                    |                                                                      | 8. Apr. 2011 ID-Nr. 11000170                     | Adresse nicht veröffentlicht | Santa Fe             |              |
| 16    | Camino Real-La Bajada Mesa Section                                        | Camino Real-La Bajada Mesa Section                                   | 8. Apr. 2011 ID-Nr. 11000168                     | Adresse nicht veröffentlicht | Santa Fe             |              |
| 17    | Connor Hall                                                               | weitere Bilder                                                       | 22. Sep. 1988 ID-Nr. 88001561                    | 1060 Cerrillos Road, an der New Mexico School for the Deaf 35° 40′ 34″ N, 105° 57′ 25″ W                                                 | Santa Fe             |              |
| 18    | Gregorio Crespin House                                                    | Gregorio Crespin House                                               | 29. Mai 1975 ID-Nr. 75001167                     | 132 E. De Vargas St. 35° 41′ 2″ N, 105° 56′ 19″ W                                                                                        | Santa Fe             |              |
| 19    | Randall Davey House                                                       | weitere Bilder                                                       | 9. Juli 1970 ID-Nr. 70000409                     | Upper Canyon Rd. 35° 41′ 23″ N, 105° 53′ 17″ W                                                                                           | Santa Fe             |              |
| 20    | Delgado Street Bridge                                                     | Delgado Street Bridge                                                | 3. Aug. 2015 ID-Nr. 15000494                     | Delgado Street, über den Santa Fe River 35° 41′ 3,8″ N, 105° 55′ 51,6″ W                                                                 | Santa Fe             |              |
| 21    | Digneo-Valdes House                                                       | Digneo-Valdes House                                                  | 21. Nov. 1978 ID-Nr. 78001827                    | 1231 Paseo de Peralta 35° 40′ 52,8″ N, 105° 56′ 23″ W                                                                                    | Santa Fe             |              |
| 22    | Dodge-Bailey House                                                        |                                                                      | 8. Mai 2007 ID-Nr. 07000414                      | 3775 Old Santa Fe Trail 35° 43′ 26″ N, 105° 54′ 1″ W                                                                                     | Santa Fe             |              |
| 23    | Don Gaspar Bridge                                                         | weitere Bilder                                                       | 16. Okt. 2002 ID-Nr. 02001163                    | Don Gaspar Avenue, über den Santa Fe River, zwischen der Alameda und E. De Vargas Street 35° 41′ 6″ N, 105° 56′ 21,8″ W                  | Santa Fe             |              |
| 24    | Don Gaspar Historic District                                              | Don Gaspar Historic District                                         | 21. Juli 1983 ID-Nr. 83001629                    | zwischen der Old Santa Fe Trail, Paseo de Peralta, Don Cubero und Houghton 35° 40′ 42″ N, 105° 56′ 28″ W                                 | Santa Fe             |              |
| 25    | El Camino Real de Tierra Adentro-La Bajada North Section                  |                                                                      | 19. März 2018 ID-Nr. 100002204                   | Adresse nicht veröffentlicht | La Cienega           |              |
| 26    | El Camino Real de Tierra Adentro-La Bajada South Section                  |                                                                      | 19. März 2018 ID-Nr. 100002205                   | Adresse nicht veröffentlicht | La Cienega           |              |
| 27    | El Puente de Los Hidalgos                                                 | El Puente de Los Hidalgos                                            | 25. Juli 2001 ID-Nr. 01000771                    | Grant Avenue, nördlich der Straßenkreuzung mit der Paseo de Peralta 35° 41′ 34″ N, 105° 56′ 20″ W                                        | Santa Fe             |              |
| 28    | El Rancho de las Golondrinas                                              | weitere Bilder                                                       | 5. Dez. 2022 ID-Nr. 100008430                    | 334 Los Pinos Rd. 35° 34′ 27,8″ N, 106° 6′ 42,8″ W                                                                                       | Santa Fe             |              |
| 29    | El Rancho de las Golondrinas Section-El Camino Real de Tierra Adento      |                                                                      | 25. Sep. 2013 ID-Nr. 13000774                    | Adresse nicht veröffentlicht | Santa Fe             |              |
| 30    | El Santuario de Chimayo                                                   | weitere Bilder                                                       | 15. Apr. 1970 ID-Nr. 70000412                    | nordwestlich des Santa Cruz Reservoir Dam 35° 59′ 23″ N, 105° 55′ 37,9″ W                                                                | Chimayo              |              |
| 31    | El Zaguan                                                                 | weitere Bilder                                                       | 1. Aug. 2008 ID-Nr. 08000732                     | 545 Canyon Rd. 35° 40′ 55,7″ N, 105° 55′ 46,7″ W                                                                                         | Santa Fe             |              |
| 32    | Fairview Cemetery                                                         | weitere Bilder                                                       | 20. Jan. 2005 ID-Nr. 04001517                    | 1134 Cerrillos Rd. 35° 40′ 38″ N, 105° 57′ 33″ W                                                                                         | Santa Fe             |              |
| 33    | Federal Building                                                          | weitere Bilder                                                       | 15. Aug. 1974 ID-Nr. 74001207                    | Cathedral Pl., an der Palace Street 35° 41′ 13″ N, 105° 56′ 11″ W                                                                        | Santa Fe             |              |
| 34    | Fort Marcy Officer’s Residence                                            | weitere Bilder                                                       | 20. Juni 1975 ID-Nr. 75001168                    | 116 Lincoln Ave. 35° 41′ 19″ N, 105° 56′ 17″ W                                                                                           | Santa Fe             |              |
| 35    | Fort Marcy Ruins                                                          | Fort Marcy Ruins                                                     | 14. Apr. 1975 ID-Nr. 75001169                    | in der Nähe der New Mexico State Road 475 35° 41′ 23″ N, 105° 55′ 48″ W                                                                  | Santa Fe             |              |
| 36    | Glorieta Baldy Lookout Tower                                              |                                                                      | 27. Jan. 1988 ID-Nr. 87002492                    | Santa Fe National Forest 35° 39′ 0″ N, 105° 47′ 57″ W                                                                                    | La Cueva             |              |
| 37    | Glorieta Pass Battlefield                                                 | weitere Bilder                                                       | 15. Okt. 1966 ID-Nr. 66000486                    | südöstlich von Santa Fe, an der U.S. Route 84 und der U.S. Route 85 35° 33′ 36″ N, 105° 47′ 8″ W                                         | Santa Fe             |              |
| 38    | Hayt-Wientge House                                                        | weitere Bilder                                                       | 6. Mai 1977 ID-Nr. 77000929                      | 620 Paseo de la Cuma 35° 41′ 39″ N, 105° 56′ 21″ W                                                                                       | Santa Fe             |              |
| 39    | Hospital                                                                  |                                                                      | 22. Sep. 1988 ID-Nr. 88001562                    | 1060 Cerrillos Road, an der New Mexico School for the Deaf 35° 40′ 37″ N, 105° 57′ 23″ W                                                 | Santa Fe             |              |
| 40    | Hyde Memorial State Park                                                  |                                                                      | 2. Aug. 2021 ID-Nr. 100006766                    | 740 Hyde Park Road 35° 44′ 12,1″ N, 105° 50′ 10″ W                                                                                       | Santa Fe, Vorort     |              |
| 41    | Immaculate Heart of Mary Seminary                                         |                                                                      | 2. Jan. 2024 ID-Nr. 100009668                    | 49 & 50 Mt. Carmel Road 35° 40′ 8,4″ N, 105° 55′ 13,4″ W                                                                                 | Santa Fe             |              |
| 42    | J.B. Jackson House                                                        |                                                                      | 4. Juni 1999 ID-Nr. 99000598                     | 268 Los Pinos Rd. 35° 34′ 54″ N, 106° 6′ 11,8″ W                                                                                         | Santa Fe             |              |
| 43    | Everret Jones House                                                       |                                                                      | 15. Jan. 2004 ID-Nr. 03001411                    | 210 Brownell Howland Rd. 35° 43′ 26″ N, 105° 54′ 1″ W                                                                                    | Santa Fe             |              |
| 44    | Daniel T. Kelly House                                                     | Daniel T. Kelly House                                                | 19. Okt. 2005 ID-Nr. 05001182                    | 531 E. Palace Ave. 35° 41′ 14″ N, 105° 55′ 44″ W                                                                                         | Santa Fe             |              |
| 45    | K'uuyemugeh                                                               |                                                                      | 3. Aug. 2015 ID-Nr. 15000496                     | Adresse nicht veröffentlicht | Cuyamungue           |              |
| 46    | La Armeria de Santa Fe                                                    |                                                                      | 16. Aug. 2011 ID-Nr. 11000530                    | 1050 Old Pecos Tr. 35° 40′ 24,4″ N, 105° 56′ 13,3″ W                                                                                     | Santa Fe             |              |
| 47    | La Bajada Mesa Agricultural Site                                          |                                                                      | 15. Dez. 1983 ID-Nr. 83004178                    | Adresse nicht veröffentlicht | La Bajada            |              |
| 48    | La Cieneguilla South Section-El Camino Real de Tierra Adento              |                                                                      | 25. Sep. 2013 ID-Nr. 13000775                    | Adresse nicht veröffentlicht | La Cienega           |              |
| 49    | La Iglesia de Santa Cruz and Site of the Plaza of Santa Cruz de la Canada | weitere Bilder                                                       | 17. Aug. 1973 ID-Nr. 73001148                    | 100 block am Santa Cruz Plaza 35° 59′ 26″ N, 106° 2′ 49,9″ W                                                                             | Española             |              |
| 50    | Laboratory of Anthropology                                                | Laboratory of Anthropology                                           | 12. Juli 1983 ID-Nr. 83001630                    | 708 Camino Lejo 35° 39′ 52″ N, 105° 55′ 27,8″ W                                                                                          | Santa Fe             |              |
| 51    | Laboratory of Anthropology Director’s Residence                           |                                                                      | 30. Mai 2023 ID-Nr. 100009036                    | 750 Camino Lejo 35° 39′ 58″ N, 105° 55′ 27,5″ W                                                                                          | Santa Fe             |              |
| 52    | Lamy Junction Archeological District                                      |                                                                      | 13. Juni 2016 ID-Nr. 16000388                    | Adresse nicht veröffentlicht | Lamy                 |              |
| 53    | Las Acequias                                                              |                                                                      | 25. Juli 2008 ID-Nr. 08000697                    | 22A Rancho Las Acequias 35° 53′ 45″ N, 105° 59′ 40,2″ W                                                                                  | Santa Fe             |              |
| 54    | Lujan-Ortiz House                                                         |                                                                      | 14. Jan. 2000 ID-Nr. 99001680                    | in der Nähe der New Mexico State Road 502, an der County Road 84 35° 53′ 11″ N, 106° 3′ 31″ W                                            | Jaconita             |              |
| 55    | Madrid Historic District                                                  | Madrid Historic District                                             | 9. Nov. 1977 ID-Nr. 77000928                     | südwestlich von Santa Fe, an der New Mexico State Road 14 35° 24′ 24″ N, 106° 9′ 11″ W                                                   | Madrid               |              |
| 56    | John Gaw and Faith Bemis Meem House                                       |                                                                      | 3. Apr. 2017 ID-Nr. 100000828                    | 3707 Old Santa Fe Trail 35° 40′ 1,3″ N, 105° 55′ 9,3″ W                                                                                  | Santa Fe             |              |
| 57    | National Park Service Southwest Regional Office                           | weitere Bilder                                                       | 6. Okt. 1970 ID-Nr. 70000067                     | Old Santa Fe Trail 35° 40′ 1″ N, 105° 55′ 21″ W                                                                                          | Santa Fe             |              |
| 58    | Navawi                                                                    | Navawi                                                               | 8. Dez. 1982 ID-Nr. 82001052                     | New Mexico State Route 4, nördlich der Verbindungsstraße zum Rover Boulevard 35° 50′ 53″ N, 106° 12′ 51″ W                               | White Rock           |              |
| 59    | New Mexico Supreme Court Building                                         | weitere Bilder                                                       | 18. Jan. 2002 ID-Nr. 01001468                    | 237 Don Gaspar Avenue 35° 41′ 4″ N, 105° 56′ 21″ W                                                                                       | Santa Fe             |              |
| 60    | B. J. O. and Margaret Doolittle Nordfeldt House                           | B. J. O. and Margaret Doolittle Nordfeldt House                      | 2. Jan. 2020 ID-Nr. 100004822                    | 460 Camino de las Animas 35° 40′ 38,6″ N, 105° 56′ 6″ W                                                                                  | Santa Fe             |              |
| 61    | Nuestra Senora de Luz Church and Cemetery                                 | Nuestra Senora de Luz Church and Cemetery                            | 14. Dez. 1995 ID-Nr. 95001452                    | südöstlich von Santa Fe, nördlich der Interstate 25 35° 32′ 58″ N, 105° 49′ 32″ W                                                        | Cañoncito            |              |
| 62    | Otowi Historic District                                                   | weitere Bilder                                                       | 4. Dez. 1975 ID-Nr. 75001170                     | nördlich von Santa Fe, an der New Mexico State Road 4, im Tal des Rio Grande 35° 52′ 31″ N, 106° 8′ 31″ W                                | Santa Fe             |              |
| 63    | Otowi Suspension Bridge                                                   | weitere Bilder                                                       | 15. Juli 1997 ID-Nr. 97000730                    | New Mexico State Road 4, über den Rio Grande 35° 52′ 29″ N, 106° 8′ 29″ W                                                                | San Ildefonso Pueblo |              |
| 64    | Palace of the Governors                                                   | weitere Bilder                                                       | 15. Okt. 1966 ID-Nr. 66000489                    | Palace Avenue am Santa Fe Plaza 35° 41′ 16″ N, 105° 56′ 15″ W                                                                            | Santa Fe             |              |
| 65    | Petroglyph Hill                                                           |                                                                      | 16. Nov. 2015 ID-Nr. 15000851                    | Adresse nicht veröffentlicht | Galisteo             |              |
| 66    | Pflueger General Merchandise Store and Annex Saloon                       | Pflueger General Merchandise Store and Annex Saloon                  | 23. Juni 1987 ID-Nr. 87000519                    | New Mexico State Road 41 35° 28′ 51″ N, 105° 52′ 48″ W                                                                                   | Lamy                 |              |
| 67    | Plaza del Cerro                                                           |                                                                      | 17. Juli 1972 ID-Nr. 72000810                    | südwestlich der Straßenkreuzung der New Mexico State Road 4 mit der New Mexico State Road 76 35° 53′ 19″ N, 105° 55′ 58,8″ W             | Chimayo              |              |
| 68    | Pond-Kelly House                                                          |                                                                      | 19. Okt. 2018 ID-Nr. 100003031                   | 535 E Palace Ave. 35° 41′ 6,4″ N, 105° 55′ 42,6″ W                                                                                       | Santa Fe             |              |
| 69    | Pueblo of Nambe                                                           | weitere Bilder                                                       | 21. Jan. 1974 ID-Nr. 74001208                    | in der Nähe der New Mexico State Road 4 35° 53′ 5″ N, 105° 57′ 51,8″ W                                                                   | Nambé Pueblo         |              |
| 70    | Pueblo of Tesuque                                                         | weitere Bilder                                                       | 16. Juli 1973 ID-Nr. 73001149                    | nördlich von Santa Fe, am Westufer des Tesuque River 35° 48′ 10″ N, 105° 58′ 31″ W                                                       | Tesuque              |              |
| 71    | Reredos of Our Lady of Light                                              | Reredos of Our Lady of Light                                         | 4. Sep. 1970 ID-Nr. 70000411                     | Christo Rey Church, Canyon Rd. und Cristo Rey Street 35° 40′ 43″ N, 105° 55′ 0″ W                                                        | Santa Fe             |              |
| 72    | Route 66 and National Old Trails Road Historic District at La Bajada      | Route 66 and National Old Trails Road Historic District at La Bajada | 30. Juni 2005 ID-Nr. 05000633                    | nordöstlich der New Mexico State Road 16 35° 33′ 31″ N, 106° 13′ 35″ W                                                                   | La Bajada            |              |
| 73    | Ignacio Roybal House                                                      |                                                                      | 13. Feb. 1986 ID-Nr. 86000227                    | County Road 84, westlich der New Mexico State Road 4 und der U.S. Route 84, bzw. der U.S. Route 285 35° 53′ 27″ N, 106° 2′ 28″ W         | Jacona               |              |
| 74    | St. John’s College-Santa Fe, New Mexico                                   | weitere Bilder                                                       | 3. Aug. 2015 ID-Nr. 15000495                     | 1160 Camino Cruz Blanca 35° 40′ 0,1″ N, 105° 54′ 44,6″ W                                                                                 | Santa Fe             |              |
| 75    | San Ildefonso Pueblo                                                      | weitere Bilder                                                       | 20. Juni 1974 ID-Nr. 74001206                    | südwestlich von Española, in der Nähe der New Mexico State Road 4 35° 53′ 29″ N, 106° 7′ 5″ W                                            | San Ildefonso Pueblo |              |
| 76    | San Jose Hall                                                             | San Jose Hall                                                        | 26. Mai 2015 ID-Nr. 15000264                     | 5637 NM 41 35° 23′ 44,5″ N, 105° 56′ 48,1″ W                                                                                             | Galisteo             |              |
| 77    | San Lazaro                                                                |                                                                      | 15. Okt. 1966 ID-Nr. 66000490                    | Adresse nicht veröffentlicht | Santa Fe             |              |
| 78    | San Marcos Pueblo                                                         |                                                                      | 26. März 1982 ID-Nr. 82003326                    | Adresse nicht veröffentlicht | Capitan              |              |
| 79    | Santa Fe Historic District                                                | weitere Bilder                                                       | 23. Juli 1973 ID-Nr. 73001150                    | zwischen der Camino Cabra, Camino de las Animas, W. Manhattan Ave., S. St. Francis Drive und Griffin Street 35° 41′ 13″ N, 105° 56′ 6″ W | Santa Fe             |              |
| 80    | Santa Fe National Cemetery                                                | weitere Bilder                                                       | 6. Sep. 2016 ID-Nr. 16000588                     | 501 N. Guadalupe Street 35° 42′ 3″ N, 105° 56′ 49,9″ W                                                                                   | Santa Fe             |              |
| 81    | Santa Fe Plaza                                                            | weitere Bilder                                                       | 15. Okt. 1966 ID-Nr. 66000491                    | Santa Fe Plaza 35° 41′ 14″ N, 105° 56′ 15″ W                                                                                             | Santa Fe             |              |
| 82    | Santa Fe River Park Channel                                               | Santa Fe River Park Channel                                          | 10. Dez. 2008 ID-Nr. 08001181                    | Santa Fe River Park 35° 41′ 2,9″ N, 105° 55′ 42,2″ W                                                                                     | Santa Fe             |              |
| 83    | Santa Fe Trail-Apache Canyon Bridge Site                                  |                                                                      | 7. Nov. 2012 ID-Nr. 12000912                     | Across Galisteo Cross 35° 30′ 44″ N, 105° 51′ 17,9″ W                                                                                    | Glorieta             |              |
| 84    | Albert Schmidt House and Studio                                           |                                                                      | 25. Juli 2003 ID-Nr. 03000691                    | 1505 A and B Bishop’s Lodge Rd. 35° 45′ 21″ N, 105° 55′ 25″ W                                                                            | Tesuque              |              |
| 85    | School Building Number 2                                                  | weitere Bilder                                                       | 22. Sep. 1988 ID-Nr. 88001560                    | 1060 Cerrillos Road, an der New Mexico School for the Deaf 35° 40′ 35″ N, 105° 57′ 24″ W                                                 | Santa Fe             |              |
| 86    | Scottish Rite Cathedral                                                   | weitere Bilder                                                       | 13. März 1987 ID-Nr. 87000424                    | 463 Paseo de Peralta 35° 41′ 30″ N, 105° 56′ 9″ W                                                                                        | Santa Fe             |              |
| 87    | Second Ward School                                                        | Second Ward School                                                   | 30. März 1978 ID-Nr. 78001828                    | 312 Sandoval Street 35° 41′ 9″ N, 105° 56′ 37″ W                                                                                         | Santa Fe             |              |
| 88    | Seton Village                                                             | weitere Bilder                                                       | 15. Okt. 1966 ID-Nr. 66000492                    | südlich von Santa Fe, in der Nähe der U.S. Route 84 35° 35′ 56″ N, 105° 55′ 54″ W                                                        | Santa Fe             |              |
| 89    | Eugenie Shonnard House                                                    |                                                                      | 5. Sep. 1975 ID-Nr. 75001171                     | Adresse nicht veröffentlicht | Santa Fe             |              |
| 90    | Spiegelberg House                                                         | Spiegelberg House                                                    | 25. Mai 1973 ID-Nr. 73001151                     | 237 E. Palace Street 35° 41′ 13″ N, 105° 55′ 58,7″ W                                                                                     | Santa Fe             |              |
| 91    | Superintendent’s Residence                                                |                                                                      | 22. Sep. 1988 ID-Nr. 88001563                    | 1060 Cerrillos Road, an der New Mexico School for the Deaf 35° 40′ 37″ N, 105° 57′ 17″ W                                                 | Santa Fe             |              |
| 92    | Pinckney R. Tully House                                                   | Pinckney R. Tully House                                              | 5. Nov. 1974 ID-Nr. 74001209                     | 136 Grant Ave. 35° 41′ 26″ N, 105° 56′ 24″ W                                                                                             | Santa Fe             |              |
| 93    | U.S. Courthouse                                                           | weitere Bilder                                                       | 25. Mai 1973 ID-Nr. 73001152                     | 106 S. Federal Pl. 35° 41′ 27″ N, 105° 56′ 12″ W                                                                                         | Santa Fe             |              |
| 94    | U.S. Post Office and Federal Building                                     | weitere Bilder                                                       | 20. Dez. 2022 ID-Nr. 100008474                   | 120 S. Federal Pl. 35° 41′ 29,4″ N, 105° 56′ 19,3″ W                                                                                     | Santa Fe             |              |
| 95    | Carlos Vierra House                                                       | weitere Bilder                                                       | 3. Aug. 1979 ID-Nr. 79001554                     | 1002 Old Pecos Trail 35° 40′ 28″ N, 105° 56′ 12″ W                                                                                       | Santa Fe             |              |
| 96    | Donaciano Vigil House                                                     | Donaciano Vigil House                                                | 28. Juni 1972 ID-Nr. 72000811                    | 518 Alto Street 35° 41′ 16″ N, 105° 56′ 45″ W                                                                                            | Santa Fe             |              |
| 97    | Wheelwright Museum of the American Indian                                 | weitere Bilder                                                       | 18. Dez. 1990 ID-Nr. 90001917                    | 704 Camino Lejo 35° 39′ 45″ N, 105° 55′ 38″ W                                                                                            | Santa Fe             |              |